# Fürstenberg (famiglia baronale)
Fürstenberg è una casata nobile (baronale) tedesca originaria della Vestfalia.
La famiglia baronale Fürstenberg non deve essere confusa con l'omonima famiglia principesca, originaria del Baden-Württemberg meridionale.

## Storia
Fürstenberg è il nome di una famiglia nobile della Vestfalia, di cui fu capostipite Hermanus de Vorstenberg, vassallo dell'Arcivescovo di Colonia, che dal 1356 fu uno dei principi-elettori (Kurfürsten) del Sacro Romano Impero. Hermanus, il cui nome compare in un documento del 1295, reggeva, per conto del suo signore, un castello chiamato "Fürstenberg" ("Montagna Principesca") a Ense-Höingen, nel circondario di Soest; da qui l'origine del nome. Suo figlio fu Wilhelm von Vorstenberg, Gran Giustiziere e Castellano di Werl.
I membri della famiglia, già appartenenti all'ordine dei Cavalieri del Sacro Romano Impero (Reichsritter), il 26 aprile 1660 furono insigniti del titolo baronale (Reichsfreiherren) e di quello comitale nel Regno di Baviera alla fine del XIX secolo. Molti membri della famiglia combatterono in Livonia nelle file dell'Ordine teutonico. Da matrimoni con spose fiamminghe nel XVIII secolo deriva la discendenza belga, alla quale appartenne il cardinale Maximilien.

## Membri della famiglia
- Johann Wilhelm von Fürstenberg (1500-1568), penultimo Gran maestro dei cavalieri di Livonia il cui mandato durò dal 1557 al 1559 (fu destituito da Gottardo Kettler e dallo "stato maggiore" dell'Ordine);
- Ferdinand von Fürstenberg (1626-1683), vescovo di Paderborn e di Münster, che pubblicò nel 1669 l'opera storica Monumenta Paderbonensia[2]
- Franz Friedrich Wilhelm von Fürstenberg (1729-1810), amministratore spirituale e temporale del principato vescovile di Münster per conto del vescovo-principe Maximilian Friedrich von Königsegg-Rothenfels, che era già arcivescovo-principe elettore di Colonia; all'interno di una significativa riforma del sistema educativo fondò l'Università di Münster
- Franz Egon von Fürstenberg (1789-1825), vescovo di Paderborn
- Maximilien de Fürstenberg (1904-1988), nunzio apostolico e cardinale cattolico